# 桑桑
桑桑（法語：Sansan，法語發音：[sɑ̃sɑ̃]）是法国热尔省的一个市镇，属于欧什区。

## 地理
桑桑（43°31'49"N, 0°36'27"E）面积3.7 平方千米，位于法国奧克西塔尼大區热尔省，该省份为法国西南部内陆省份，北起顺时针与洛特-加龙省、塔恩-加龙省、上加龙省、上比利牛斯省、大西洋比利牛斯省和朗德省接壤。
与桑桑接壤的市镇（或旧市镇、城区）包括：迪尔邦、奥尔贝桑、奥尔内藏、特拉韦塞尔。

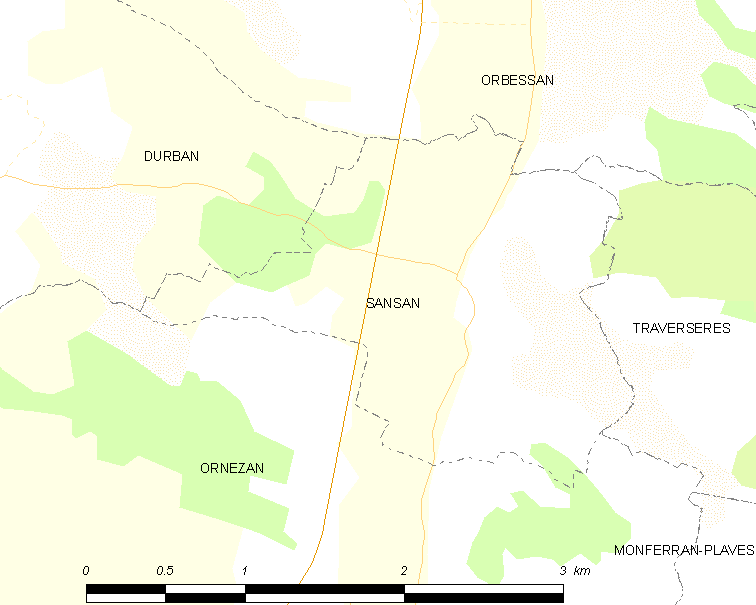
桑桑的OSM定位图

桑桑的时区为UTC+01:00、UTC+02:00（夏令时）。

## 行政
桑桑的邮政编码为32260，INSEE市镇编码为32411。

## 政治
桑桑所属的省级选区为欧什第三县。

## 人口

1962-2008年间桑桑人口变化图示

桑桑于2022年1月1日时的人口数量为100人。